# Lumix
Lumix est la marque d'appareils photographiques numériques de Panasonic, allant du petit compact au reflex, remplacé par les hybrides. Elle est lancée en 2001 avec deux modèles compacts assemblés au Japon (DMC-LC5 et DMC-F7) équipés d'objectifs conçus par Leica.
Outre les compacts, l'association Panasonic / Leica donne lieu aujourd'hui à une gamme d'objectifs interchangeables destinés aux appareils micro 4/3 de la marque.

## Modèles

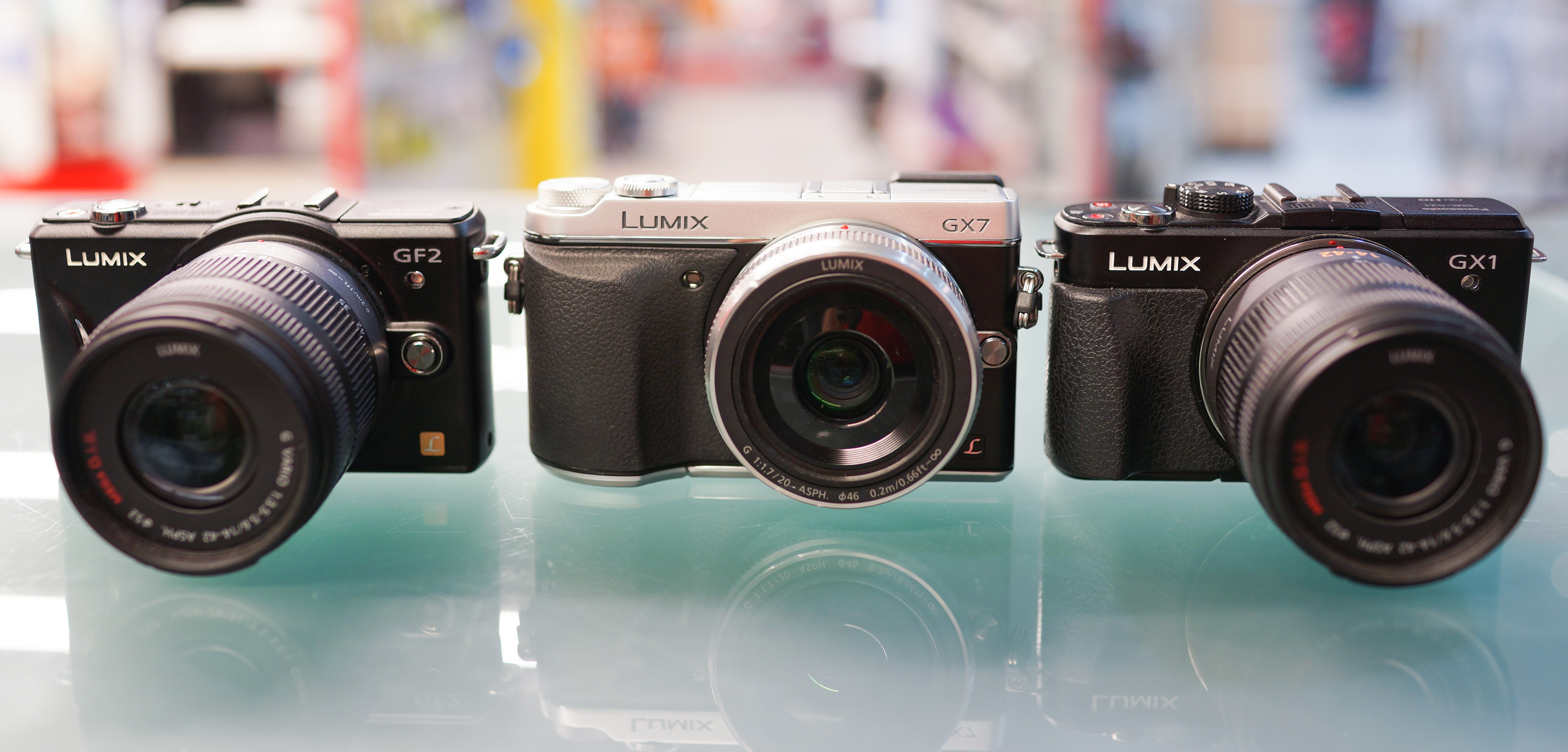
Des appareils photographiques hybrides de la gamme G, de gauche à droite un GF2, un GX7 et un GX1.

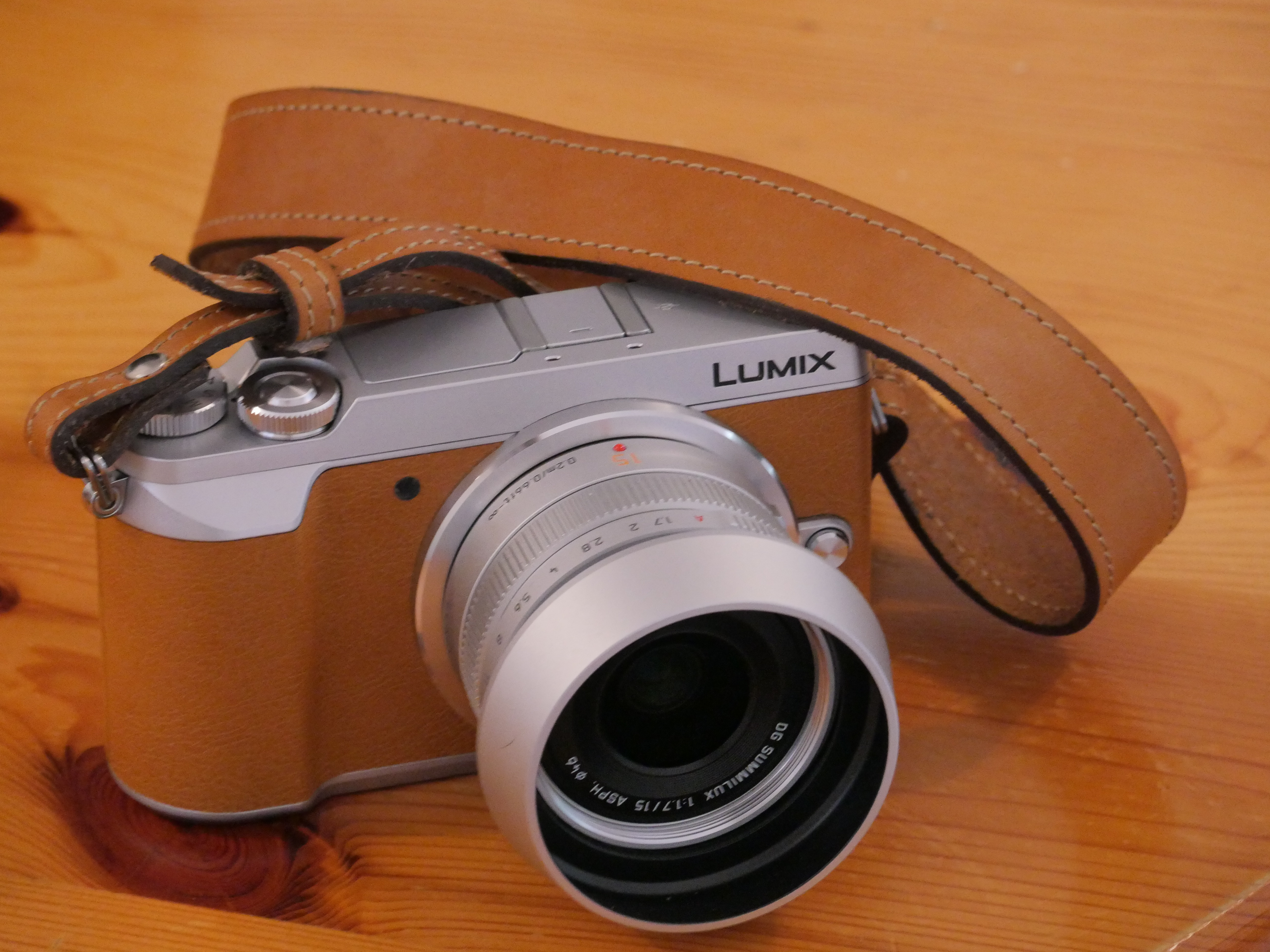
Un GX80 équipé d'un objectif de conception Leica, un Summilux de 15 mm ouvert à 1,7. Lumix propose ainsi du matériel à objectifs interchangeables d'aspect rétro.

La marque Lumix commercialise ou a commercialisé une large gamme d'appareils photo :
- des compacts experts (comme les DMC-F1 et DMC-FX580) ;
- des compacts « baroudeurs » dans sa gamme FT (comme les DMC-FT1, DMC-FT2, DMC-FT5) étanches, résistants aux chocs et à la poussière[1] ;
- des compacts à zoom puissant de la gamme TZ (Travel Zoom) comme le DMC-TZ40 (zoom Leica 20x et grand-angle 24 mm[2]) pour un prix abordable.
- des compacts « entrée de gamme » (par exemple, le DMC-XS1 qui coûte moins de 100 €) ;
- des bridges de la gamme FZ, avec des zooms à large plage de focales (jusqu'à 60x pour le DMC-FZ72, ou 16x pour le DMC-FZ1000) ;
- des reflex au format Four Thirds, le DMC-L1 (en) puis le DMC-L10 (en), qui est à la limite de l'appareil photo hybride, entre un bridge et un reflex[3].
- des appareils hybrides de la gamme G au format Micro 4/3 (format compact avec objectif interchangeable) : 
  - DMC-G : la série hybride standard inaugurée en 2008 par le DMC-G1. On retrouve notamment les DMC-G7, DMC-G80, DMC-G9, DMC-G9II.
  - DMC-GF : la série DMC-G sans le viseur électronique intégré.
  - DMC-GH : Gamme de la série axé sur la vidéo, on retrouve notamment les DMC-GH4, DC-GH5, DC-GH5S et DC-GH6.
  - DMC-GM : le plus petit appareil à objectif interchangeable.
  - DMC-GX : appareil ayant des possibilités comprises entre celles de la série DMC-GF et celles de la série DMC-G, comme le DMC-GX7 avec capteur 16 mégapixels.
- des appareils hybrides de la gamme S au format 24x36, utilisant la monture L de Leica et de Sigma, comme les DC-S5, DC-S1, DC-S1R et DC-S1H.